# Юглер, Лоренц
Лоренц Юглер (нем. Lorenc Jügler; 1692, Детмольд — 1764, Галле (Саксония-Анхальт)) — немецкий натуралист, естествоиспытатель, путешественник.

## Биография
Служил наставником детей принца Рёйсс-Грейца, был профессором химии в Гёттингенском университете, потом в Дордрехте. 
После смерти принца Рёйсс-Грейца в 1746 году, получил от него наследство, которое позволило ему путешествовать. После трёхлетнего путешествия по Европе, в 1749 году Юглер отправился в Индию, но был заподозрен колониальными властями в шпионаже, и, несмотря на его протесты вынужден был вернуться в Европу. Из Голландии он отплыл в Бостон.
В течение семи лет путешествовал по Северной и Южной Америке.
После возвращения в 1755 году поселился в Галле, где и умер.

## Избранные труды
Автор многочисленных публикаций и заметок по вопросам флоры, фауны и географии мест, где ему удалось побывать.
- "Geschichte und Zustände der Deutschen in Amerika" (Лейпциг, 1756);
- "Metallurgische Reise durch einen Theil von Neu England" (Галле, 1756);
- "Erste Urkunden der Geschichte der Amerikas" (2 тома, 1757);
- "Thesaurus geographicus" (1758);
- "Flora Americana" (2 т., 1763-64)